# 稲美町立加古小学校
稲美町立加古小学校（いなみちょうりつ かこしょうがっこう）は、兵庫県加古郡稲美町にある公立小学校。

## 沿革
公式サイト「学校沿革」による。
- 1873年 - 命時小学校と明強小学校の2校を創立する。
- 1882年 - 2校合併すると同時に国岡新村、北山村（いずれも後、加古郡天満村、現 稲美町の一部）と組合立鳴が丘小学校を創立する。
- 1887年4月1日 - 加古簡易小学校と改称する。
- 1890年3月 - 天満村との組合を解消し、加古新村（現 稲美町の一部）のみの設立となる。
- 1892年4月1日 - 簡易科を廃し尋常科をおき、加古尋常小学校と改称する。
- 1910年4月1日 -  加古尋常高等小学校と改称する。
- 1912年5月21日 - 現在地に移転する。
- 1941年4月1日 - 加古国民学校と改称する。
- 1948年9月1日 - 加古村立加古小学校と改称する。
- 1955年3月31日 - 稲美町立加古小学校と改称する。
- 1993年1月31日 - 創立120周年記念式典を行う。
- 2003年9月28日 - 創立130周年記念式典を行う。
- 2007年2月2日 - 文部科学省調査研究事業指定国語教育研究発表会を行う。

## 通学区域
- 加古（天満小学校の区域を除く）、北山の一部、野寺の一部[2]

進学先中学校の変遷
- 1947年度~1974年度 - 加古川市稲美町組合立山手中学校
- 1975年度~1984年度 - 稲美町立稲美中学校
- 1985年度~現行 - 稲美町立稲美北中学校

## 周辺施設
- 稲美町立加古幼稚園
- 稲美町立稲美北中学校
- 稲美町立加古福祉会館

## 交通
- 自動車
  - JR土山駅から県道84号で北に約6.5キロメートル、16分
  - JR東加古川駅から県道383号で北東に約5キロメートル、15分
- 路線バス
  - JR土山駅から神姫バスで約24分、上新田バス停下車 西に徒歩約10分(800メートル）
  - JR加古川駅から神姫バスで約22分、加古学校前バス停下車 北に徒歩約2分(110メートル)

## 通学区域が隣接している学校
- 稲美町立天満小学校
- 稲美町立母里小学校
- 加古川市立八幡小学校
- 加古川市立神野小学校